# Lagtingsvalget 1984
Lagtingsvalget på Færøerne 1984 blev afholdt 8. november 1984, efter at Lagmand Pauli Ellefsen udskrev lagtingsvalg til den sidste mulige dato, nøjagtig fire år efter lagtingsvalget 1980.
Valgresultatet indebar at den borgerlige Pauli Ellefsens regering (Sambandsflokkurin, Fólkaflokkurin og Sjálvstýrisflokkurin) måtte gå af til fordel for centrum-venstrekoalitionen Atli Dams fjerde regering (Javnaðarflokkurin, Tjóðveldisflokkurin, Sjálvstýrisflokkurin og Kristiligi Fólkaflokkurin). Regeringsskiftet skete den 10. januar 1985. Sambandsflokkurin og Fólkaflokkurin gik dermed ud i opposition.

## Resultater
| Parti                                        | Stemmer | %    | Mandater | +/– |
| -------------------------------------------- | ------- | ---- | -------- | --- |
| Javnaðarflokkurin                            | 5.879   | 23,4 | 8        | +1  |
| Fólkaflokkurin                               | 5.446   | 21,6 | 7        | +1  |
| Sambandsflokkurin                            | 5.330   | 21,2 | 7        | –1  |
| Tjóðveldi                                    | 4.921   | 19,5 | 6        | 0   |
| Sjálvstýrisflokkurin                         | 2.135   | 8,5  | 2        | –1  |
| Kristiligi Fólkaflokkurin                    | 1.466   | 5,8  | 2        | 0   |
| Tilsammen                                    | 25.177  | 100  | 32       | 0   |
| Valgdeltagelse                               |         | 92.1 | –        | –   |
| Kilde: Færøernes Statistik (Hagstova Føroya) |         |      |          |     |

### Mandatfordeling
|                           | Eysturoy | Norðoyar | Norðurstr. | Sandoy | Suðuroy | Suðurstr. | Vágar |
| ------------------------- | -------- | -------- | ---------- | ------ | ------- | --------- | ----- |
| Fólkaflokkurin            | 1        | 1        | 0          | 1      | 0       | 3         | 1     |
| Sambandsflokkurin         | 2        | 0        | 1          | 0      | 1       | 2         | 1     |
| Javnaðarflokkurin         | 1        | 1        | 1          | 1      | 2       | 2         | 0     |
| Sjálvstýrisflokkurin      | 0        | 1        | 0          | 0      | 0       | 1         | 0     |
| Tjóðveldisflokkurin       | 0        | 1        | 1          | 0      | 1       | 2         | 0     |
| Kristiligi Fólkaflokkurin | 1        | 0        | 0          | 0      | 0       | 1         | 0     |
| Totalt                    | 5        | 4        | 3          | 2      | 4       | 11        | 2     |